# Dor pélvica
A dor pélvica é uma dor na área da pelve. A dor aguda é mais comum do que a dor crônica. Se a dor durar mais de seis meses, é considerada uma dor pélvica crônica. Pode afetar a pelve masculina e feminina.
As causas comuns incluem: endometriose em mulheres, aderências intestinais, síndrome do intestino irritável e cistite intersticial. A causa também pode ser uma série de condições mal compreendidas que podem representar função psiconeuromuscular anormal.

## Terminologia
A síndrome da dor pélvica crônica urológica (UCPPS) é um termo genérico adotado para uso na pesquisa de síndromes de dor associadas à pelve masculina e feminina. Não se destina a ser utilizado como diagnóstico clínico. O sintoma característico para inclusão é a dor crônica na pelve, assoalho pélvico ou genitália externa, embora muitas vezes seja acompanhada por sintomas do trato urinário inferior (STUI).
A dor pélvica crônica em homens é conhecida como prostatite crônica/ síndrome da dor pélvica crônica (CP / CPPS) e também é conhecida como prostatite não bacteriana crônica . Os homens nesta categoria não apresentam infecção conhecida, mas apresentam dor pélvica extensa que dura mais de 3 meses.

## Epidemiologia

### Fêmea
A maioria das mulheres, em algum momento de suas vidas, sente dores pélvicas. Quando as meninas entram na puberdade, a dor pélvica ou abdominal torna-se uma queixa frequente. A dor pélvica crônica é uma condição comum com taxa de dismenorreia entre 16,8-81%, dispareunia entre 8-21,8% e dor não cíclica entre 2,1-24%.
De acordo com o CDC, a dor pélvica crônica (DPC) foi responsável por aproximadamente 9% de todas as visitas a ginecologistas em 2007. Além disso, o CPP é a razão de 20-30% de todas as laparoscopias em adultos. A dor na cintura pélvica é frequente durante a gravidez.

## Implicações sociais
Problemas foram encontrados nos procedimentos atuais para o tratamento da dor pélvica crônica (PPC). Estes se relacionam principalmente com a dicotomia conceitual entre uma gênese 'orgânica' da dor, onde a presença de dano ao tecido é presumida, e uma origem 'psicogênica', onde a dor ocorre apesar da falta de dano ao tecido. A literatura CPP em medicina e psiquiatria reflete um paradigma em que processos 'orgânicos' observáveis não problemáticos são explicados de forma causal e sequencial, apesar das evidências a favor de um possível modelo que explica o "papel complexo desempenhado pelo significado e pela consciência" na experiência da dor. Embora na literatura de mecanismos causais seja feita referência a aspectos "subjetivos" da dor, os modelos atuais não fornecem um meio pelo qual esses aspectos possam ser acessados ou compreendidos. Sem abordagens interpretativas ou 'subjetivas' da dor experimentada pelos pacientes, os entendimentos médicos do PPC são fixados em sequências 'orgânicas' do corpo “puramente objeto” conceitualmente separado do paciente.  Apesar da prevalência dessa compreensão mais ampla da gênese biológica da dor, diagnósticos e tratamentos alternativos de DPC em ambientes multidisciplinares mostraram altas taxas de sucesso para pessoas para as quais a patologia "orgânica" não ajudou.

## Pesquisa
Em 2007, o Instituto Nacional de Diabetes e Doenças Digestivas e Renais (NIDDK), parte dos Institutos Nacionais de Saúde dos Estados Unidos, começou a usar UCPPS como um termo para se referir a síndromes de dor pélvica crônica, principalmente cistite intersticial/síndrome de dor na bexiga (IC/BPS) em mulheres e prostatite crônica/síndrome da dor pélvica crônica (CP/CPPS) em homens.